# ساکورا ساکه
ترانه ساکورا ساکه (به ژاپنی: サクラ咲ケ, Sakura Sake) یا شکوفه‌های گیلاس داره شکفته می‌شه چهاردهمین آهنگ گروه آراشی است. این آهنگ در دو نسخه در سال ۲۰۰۵ انتشار پیدا کرده‌است. یک نسخه عادی شامل نسخه‌های کارائوکه از تمام تک ترانه‌های منتشر شده، و نسخه‌ای محدود شامل تنها یک دی وی دی موزیک ویدئو بود.

## مشخصات آهنگ
| نسخه عادی | نسخه عادی               | نسخه عادی                                       | نسخه عادی                           | نسخه عادی |
| شماره     | نام                     | سراینده                                         | آهنگساز                             | مدت       |
| --------- | ----------------------- | ----------------------------------------------- | ----------------------------------- | --------- |
| ۱.        | «Sakura Sake»           | تاکه‌شی آیدا (相田 毅 Aida Takeshi), شو ساکورایی | شین تایموتو (谷本 新 Tanimoto Shin) | ۴:۲۳      |
| ۲.        | «Te Tsunagō»            | ایچیرو تاروک (ی Eiichirō Taruki 樽木栄一郎)     | Akira                               | ۴:۳۱      |
| ۳.        | «Sakura Sake» (Karaoke) | Aida, Sakurai                                   | Tanimoto                            | ۴:۲۳      |
| ۴.        | «Te Tsunagō» (Karaoke)  | Taruki                                          | Akira                               | ۴:۳۱      |

| نسخه محدود | نسخه محدود    | نسخه محدود    | نسخه محدود | نسخه محدود |
| شماره      | نام           | سراینده       | آهنگساز    | مدت        |
| ---------- | ------------- | ------------- | ---------- | ---------- |
| ۱.         | «Sakura Sake» | Aida, Sakurai | Tanimoto   | ۴:۲۳       |
| ۲.         | «Te Tsunagō»  | Taruki        | Akira      | ۴:۳۱       |

| نسخه محدود دی وی دی | نسخه محدود دی وی دی | نسخه محدود دی وی دی |
| شماره               | نام                 | مدت                 |
| ------------------- | ------------------- | ------------------- |
| ۱.                  | «Sakura Sake» (PV)  | nil                 |